# سريفيجايا

توسع مملكة سريفيجايا

كانت سريفيجايا إمبراطورية بوذية إندونيسية قائمة على جزيرة سومطرة بإندونيسيا، أثرت على جزء كبير من جنوب شرق آسيا. كانت سريفيجايا مركزًا مهمًا لتوسع البوذية منذ القرن الثامن حتى القرن الثاني عشر الميلادي، كما كانت أول مملكة موحدة تسيطر على جزء كبير من الأرخبيل الإندونيسي. تزامن صعود إمبراطورية سريفيجايا مع نهاية فترة سفرات شعوب المالاو البحرية. بالنظر إلى موقعها، طورت هذه الدولة التي كانت ذات يوم دولة قوية تقنية معقدة باستخدام الموارد البحرية، كما أصبح اقتصادها يعتمد بشكل تدريجي على التجارة التي ازدهرت في المنطقة، وبالتالي تحولت إلى اقتصاد قائم على السلع الراقية.
تعود أقدم إشارة لسريفيجايا إليها إلى القرن السابع. كتب راهب صيني من تانغ، ييجينغ، أنه زار سريفيجايا عام 671 وبقي فيها لمدة ستة أشهر. يعود أقدم نقش معروف يظهر فيه اسم سريفيجايا أيضًا إلى القرن السابع في نقش كيدوكان بوكيت الذي عُثر عليه بالقرب من باليمبانج، سومطرة، بتاريخ 16 يونيو 682. بين أواخر القرن السابع وأوائل القرن الحادي عشر، صعدت سريفيجايا لتصبح قوة مهيمنة في جنوب شرق آسيا. انخرطت سريفيجايا بتفاعلات وثيقة، كانت أشبه بالمناافسة في كثير من الأحيان، مع جاوا وكامبوجا وتشامبا. كانت المصلحة الخارجية الرئيسية لسريفيجايا هي رعاية الاتفاقيات التجارية المربحة مع الصين والتي استمرت من عهد أسرة تانغ إلى أسرة سونغ. كان لسريفيجايا روابط دينية وثقافية وتجارية مع البوذية بالا في البنغال، كما مع الخلافة الإسلامية في الشرق الأوسط.
اختفت المملكة من الوجود في القرن الثالث عشر بسبب عوامل مختلفة، بما في ذلك توسع منافسات الإمبراطوريات الجاوية «سينغاساري» و«ماجاباهيت». بعد سقوط سريفيجايا، باتت إمبراطورية منسية. لم يكن يُفترض وجودها حتى عام 1918 على يد المؤرخ الفرنسي جورج كيديس.

## العاصمة
وفقًا لنقش كيدوكان بوكيت، أنشئت سريفيجايا لأول مرة بالقرب مما يعرف اليوم باسم باليمبانغ، على ضفاف نهر موسي. يذكر النقش أن دابونتا هيانغ سري جاياناسا أتوا من مينانغا تاموان. ما يزال الموقع الدقيق لمينانجا تاموان موضوع أخذ وردّ. قدم كوديس نظرية باليمبانج باعتبارها المكان الذي أنشئت فيه لأول مرة سريفيجايا بدعم من بيير-إيف مانغوين. من ناحية أخرى، يجادل سوكمونو أن باليمبانج لم تكن عاصمة سريفيجايا، ويقترح أن يكون نهر كامبار في رياو حيث يقع معبد موارا تاكوس هو المكان الذي سُمي مينانغا تاموان.
كُشف في منطقة واقعة مباشرة إلى الغرب من مدينة باليمبانغ، عن كمية من القطع الأثرية غير كيدوكان بوكيت وغيرها من النقوش عن سريفيجايان، وقد تم ذلك من خلال عمليات مسح أثرية بدأت منذ القرن العشرين. تشمل القطع الأثرية المكتشفة كمية كبيرة من الخزف الصيني وبقايا أدوات الروليت الهندية، بالإضافة إلى أنقاض ستوبا عند سفح تل سيغونتانغ. إضافة إلى ذلك، انتشل الباحثون عددًا كبيرًا من التماثيل الهندوسية البوذية من حوض نهر موسي. تعزز هذه الاكتشافات الإيحاء بأن باليمبانج كانت مركز سريفيجايا. لكن لم يبق من باليمبانج سوى القليل من الآثار الدالة على استيطان حضري قديم. ربما يكون السبب في هذا الشح طبيعة بيئة باليمبانج، التي عبارة عن سهل منخفض يغمره نهر موسي بشكل متكرر. يقترح الخبراء أن تكون مستوطنة باليمبانج القديمة قد تشكلت كمجموعة من المنازل العائمة المصنوعة من مواد من القش مثل الخشب والخيزران، وهو ما اكدته الرواية الصينية في القرن الثالث عشر ذلك. في كتابه تشو – فان - تشي، ذكر تشاو – جو - كوا أن «سكان سانفو – تسي (سريفيجايا) يعيشون موزعين خارج المدينة على الماء، داخل مراكب مبطنة بالقصب». من المحتمل كاداتوان (بلاط الملك) والهياكل الدينية كانت الأبنية الوحيدة التي شُيّدت على البرّ، بينما عاش الناس في منازل عائمة على طول نهر موسي.
واجهت باليمبانج وأهميتها بالنسبة لدولة المالاو المبكرة قدرًا كبيرًا من الجدل، خاصة في ما يتعلق بتراكم الأدلة من خلال السجل الأثري. وجدت أدلة تاريخية قوية في المصادر الصينية، تتحدث عن مستوطنات شبيهة بالمدينة منذ عام 700 م، وبعد ذلك حمل الرحالة العرب الذين زاروا المنطقة خلال القرنين العاشر والحادي عشر دليلًا مكتوبًا، وقد ذكروا فيه مملكة سريفيجايا. كان الموقع الجغرافي لمدينة باليمبانج الحديثة مرشحًا محتملاً لاستيطان مملكة الألفية الأولى مثل سريفيجايا، لأنه كان يعتبر الأثر أمنًا وقد حصل على أفضل وصف في سياق السرد التاريخي للأحداث. كانت قيمة المنطقة واضحة في الثروة وفي خصائصها الحضرية، وأكثرها تميزًا، والتي لم تحتفظ بها أي مملكة أخرى في الألفية الأولى. تميزت المملكة بموقعها على ملتقى أنهر رئيسية ثلاث هي موسي وكومرينغ وأوغان. قورنت الأدلة التاريخية في عام 1975 مع منشورات بينيت برونسون وجان ويسمان. لعبت النتائج في بعض مواقع التنقيب الرئيسية التي أجريت في المنطقة، مثل جيدينغ سورو وبينيارينغان اير بيريش وسارانغ واتي وبوكيت سيغوتانغ، أدوارًا رئيسية في الأدلة النافية لوجود لوجود مملكة في الالفية الأولى في نفس المنطقة، وقد لوحظ أن المنطقة لا تحتوي على مستوطنات يمكن تحديد مكانها قبل منتصف الألفية الثانية.
إذا أردنا البحث عن سبب عدم وجود دليل على المستوطنات الجنوبية في السجل الأثري، نجد الإجابة في عدم الاهتمام بعلم الآثار وعدم وضوح الرؤية المادية للمستوطنة نفسها. ركز علم الآثار في عشرينيات وثلاثينيات القرن الماضي بشكل أكبر على الفن والنقوش الموجودة في المناطق. حُدّدت مواقع بعض المستوطنات الحضرية الشمالية بسبب بعض أوجه الشبه أة العوامل المشتركة بين نموذج مركزية المدن هناك مع نموذج المراكز الحضرية للدولة. بدأ نهج التمييز بين المستوطنات الحضرية في المناطق الجنوبية وتلك الشمالية من جنوب شرق آسيا من خلال اقتراح نموذج بديل.

## الإرث
على الرغم من أن سريفيجايا لم تترك الكثير من البقايا الأثرية وعلى الرغم من أنها محيت تقريبًا من الذاكرة الجماعية لشعب الملاو، إلا أن إعادة اكتشاف هذه الإمبراطورية البحرية القديمة من قبل كوديس في العشرينات من القرن الماضي أثار فكرة أنه كان بإمكان كيان سياسي واسع الانتشار أن يزدهر في جنوب شرق آسيا في الماضي. لم يذكر المؤرخون الإندونيسيون الحديثون سريفيجايا لمجرد تمجيد الماضي، بل ذكروها إطارًا مرجعيًا ومثالًا لكيفية تشكل العولمة القديمة وتشكل العلاقات الخارجية والتجارة البحرية للحضارة الآسيوية.